# Estación Mauricio Mayer
Mauricio Mayer es una estación ferroviaria ubicada en la localidad de Mauricio Mayer, en el Departamento Conhelo, , Argentina.

## Ubicación
La estación se encuentra ubicada a 60 km de la ciudad capital, Santa Rosa.

## Servicios
No presta servicios de pasajeros. Sus vías están concesionadas a la empresa de cargas  Ferroexpreso Pampeano